# Nupuri
Pour les articles homonymes, voir Nupuri (homonymie).
Nupuri est un quartier de la ville d'Espoo en Finlande.

## Description
Ses quartiers voisins sont Karhusuo, Kolmperä, Gumböle, Kunnarla et Vanha-Nuuksio.